# Willem Schouten

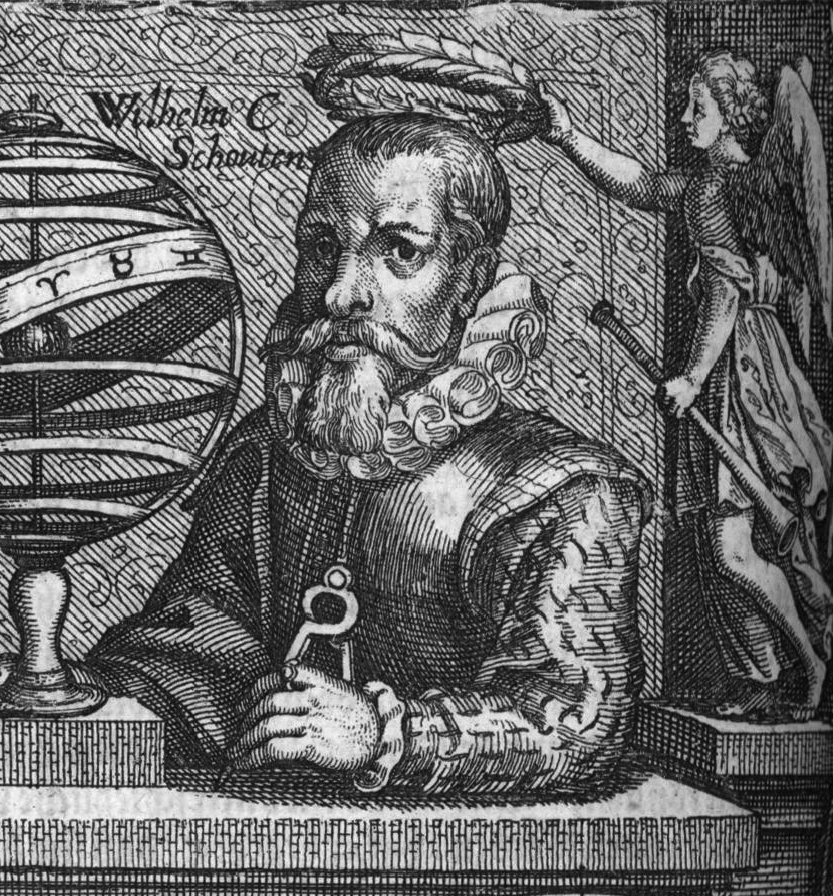
Willem Schouten

Willem Cornelisz Schouten (1567 - 1625) foi um navegador neerlandês natural da cidade de Hoorn. Com Jacob Le Maire realizou uma viagem de exploração do Oceano Pacífico descobrindo o Cabo Horn. As ilhas Schouten, a norte da Nova Irlanda, Papua-Nova Guiné, receberam o seu nome.
Willem Schouten era um navegante com experiência que já tinha feito três viagens pela Companhia Holandesa das Índias Orientais. Juntou-se à Companhia Australiana, organizada em Hoorn, como capitão do Eendracht na expedição de Jacob Le Maire (1615-1616). O seu irmão, Jan Schouten, era o capitão do Hoorn que se incendiou mesmo antes de dobrar o cabo de Horn, e pouco depois Jan morreu de escorbuto.
Cruzou o Pacífico descobrindo, entre outras ilhas, as ilhas Hoorn (Futuna e Alofi em Wallis e Futuna), nome da sua cidade natal. Convenceu Le Maire a seguir a rota pelo norte da Nova Guiné, de outro modo teriam ido parar ao perigoso Mar de Coral a norte de Austrália.
O navio foi confiscado em Java por quebrar o monopólio da Companhia Holandesa das Índias Orientais, e Schouten foi enviado a Amesterdão. Rapidamente publicou o relato da viagem, em 1618, com grande êxito popular e múltiplas reedições e traduções.
Numa quinta viagem morreu, em 1625, próximo de Antongil, em Madagáscar.